# Euryarthrum aurantiacum
Euryarthrum aurantiacum là một loài bọ cánh cứng trong họ Cerambycidae.